# Rita Jaeger
Rita Jaeger (* 3. Januar 1935 in Gleiwitz) war in den 1960er Jahren ein international bekanntes deutsches Model.
Nach Flucht und Vertreibung kam sie Ende des Zweiten Weltkriegs völlig mittellos nach Westdeutschland und zog 1951 mit ihrer Familie nach Stuttgart. Dort wurde sie als 16-Jährige bei einer Misswahl von Walter E. Lautenbacher entdeckt und für ihre ersten Mode- und Werbeaufnahmen verpflichtet. Dies war der Beginn einer internationalen Karriere als Fotomodell in den 1960er Jahren.
Nach dem Ende der aktiven Modelzeit gründete Rita Jaeger eine Modelagentur in Stuttgart, die sie über 30 Jahre lang leitete. Sie lebt seit ihrem Ruhestand in Stuttgart.